# Vančinbalin Inžanaš
Vančinbalin Inžanaš (mongolsko Ванчинбалын Инжаннаш, latinizirano: Vančinbalin Inžannaš, klasično mongolsko: ᠸᠠᠩᠴᠢᠨᠪᠠᠯ ᠤᠨ
ᠢᠨᠵᠢᠨᠤᠰᠢ, inǰannasi) je bil pomemben predstavnik mongolske književnosti 19. stoletja iz mongolskega dela sedanje kitajske pokrajine Ljaoning, * 15. maj 1837, Zoster, Notranja Mongolija, † 1892.
Njegove pesmi, zgodbe in romani se odlikujejo po izrazito domoljubnih čustvih in močni družbeni kritiki. Zgodovinski roman Modra kronika, ki je morda eno njegovih najbolj znanih del, govori o dogodkih v 13. stoletju in zagovarja humanistične in globoko domoljubne ideale. 
V drugem od drugih pomembnih del, romanu Enonadstropni paviljon, socialnem romanu v dveh delih, opisuje življenje v južni Notranji Mongoliji in tragično usodo njenih mladih ljudi pod mandžurskim jarmom ter njihov boj za človeško dostojanstvo. 
Romana Enonadstropni paviljon in Dvorana rdečih solz sta presenetljivo podobna kitajski književnosti, na primer Sanjam o rdeči sobi. Poleg tega oba vsebujeta precejšnje število kitajskih izposojenk in neposrednih prevodov iz kitajščine, ki jih bralci, ki ne poznajo kitajščine, težko razumejo. Vančinbalin Inžanaš je kjub temu še naprej pisal v mongolščini in nikoli ni zavzel prokitajskega stališča.
Inžanaševa dela so bila v 30. letih 20. stoletja prevedena v kitajščino, angleščino, ruščino in nemščino.

## Življenje
Rojen je bil v Notranji Mongoliji. V otroštvu se je imenoval Hasčulugu (qasčilaɣu, Хасчулуу, ᠬᠠᠰᠤᠴᠢᠯᠠᠭᠤ), po kitajsko Baojing (寶瑛) in vljudnostno Runting (潤亭). Njegov oče Vančinbal (vangčinbala, Ванчинбал, ᠸᠠᠩᠴᠢᠨᠪᠠᠯ) je bil tajdži, se pravi Džingiskanov potomec. Inžanaševa mati je bila gospa Majuha. Vančinbal je bil zbiratelj knjig mongolske, klasične kitajske, mandžurske in tibetanske književnosti in avtor prvih osem poglavij Modre kronike. Inžanaševa družina je bila zelo pismena v mongolščini, mandžurščini in kitajščini. 
Oče je bil upravitelj Tümeda prapora desnega krila, današnjega okrožja Bejpjao v provinci Ljaoning). Njegov položaj sta podedovala njegova sinova Gularansa (1820–1851) in Sungvajdandžung (1834–1898). Brata  sta v mongolščino prevedla kitajski roman Šujhu džuan (Vodni rob) in sta bila pesnika, tako kot njun srednji brat Gungnečuke (1832–1866). Inžijaž je trdil, da je s svojima bratoma ustvarjal Modro kroniko. Inžijaž se je poročil dvakrat. Njegova prva žena je bila hči harčinskega kneza. Z njo je imel dva sinova. 
Tümed prapora desnega krila je bil izpostavljen ogromnemu pritisku prebivalstva s Kitajske. Do Inžijaševega rojstva so Kitajci, ki so številčno prekašali avtohtone Mongole, prapor spremenili v kmetijska zemljišča. To stanje je Inžijaša očitno spodbudilo, da je v Modri kroniki (mongolsko Köke sudar) opisal slavno preteklost Mongolov v času Džingiskana. 
Upor kitajskih najemnikov njegove družine leta 1870 in neuspeh naložbe družine v premogovnik sta družini povzročila finančne težave. Etnične napetosti med Mongoli in Kitajci so leta 1891 privedle do incidenta džindandao, v katerem so kitajski  uporniki pobili več deset tisoč Mongolov in opustošili mongolsko družbo. Zaradi teh dogodkov je Inžijaš pobegnil v Džindžov, kjer je 25. februarja 1892 v Liaoningu umrl. 

## Dela
- Modra kronika (Köke sudur, Хөх судар (Höh sudar))
- Dvorana rdečih solz (Ulaɣan-a ukilaqu tingkim, Улаанаа Ухилах танхим (Ulaanaa Ukhilakh Tankhim))
- Enonadstropni paviljon (Nigen dabqur asar, Нэгэн Давхар Асар (Negen Davhar Asar))